# Amt Stahnsdorf
Das Amt Stahnsdorf war ein kurfürstlich-brandenburgisches bzw. königlich-preußisches Domänenamt mit Sitz in Alt Stahnsdorf, einem Ortsteil der Stadt Storkow (Mark). Es wurde 1653 vom damaligen großen Amt Storkow abgetrennt. Es wurde später zum Teil wieder mit dem Amt Storkow gemeinsam verwaltet, blieb jedoch selbständiges Amt. Das Amtsgebiet lag in den heutigen Landkreisen Oder-Spree und Dahme-Spreewald (Land Brandenburg). Das Amt Stahnsdorf wurde 1848 mit dem Amt Buchholz vereinigt und de facto aufgelöst.

## Geschichte
Der Große Kurfürst trennte das Amt Stahnsdorf 1653 vom damaligen sehr großen Amt Storkow ab und verschrieb es seiner Frau Luise Henriette von Oranien. Das Amt Storkow war aus dem Hausbesitz der Biebersteiner, den letzten Besitzern der Herrschaft Storkow, gebildet worden. Vor allem der brandenburgische Kurfürst Johann von Küstrin hatte das Amt Storkow durch Zukäufe, aber auch durch Neugründungen erweitert. Die Dörfer, die nun als Amt Stahnsdorf vom Amt Storkow abgetrennt wurden, waren daher nur zum kleineren Teil Hausbesitz der Biebersteiner gewesen.

### Zugehörige Orte
- Altona, Kolonie, im Ortsteil Markgrafpieske der Gemeinde Spreenhagen aufgegangen, heute Altonaer Straße
- Alt Golm, Dorf, das Amt Stahnsdorf hatte hier einige Kolonisten, ansonsten zum Amt Beeskow gehörig
- Alt Markgrafpieske, Dorf und Vorwerk, im Ortsteil Markgrafpieske der Gemeinde Spreenhagen aufgegangen
- Alt Stahnsdorf, Dorf, Ortsteil der Stadt Storkow (Mark)
- Briesenluch, Kolonie, zu Neu Markgrafpieske gehörig, um 1775 errichtet, Gemeindeteil von Markgrafpieske, einem Ortsteil der Gemeinde Spreenhagen, nach 1812/13 an das Amt Storkow
- Burig, Kolonie und Forsthaus, 1745 Amt Stahnsdorf, später Amt Storkow, Gemeindeteil im Ortsteil Neu Zittau der Gemeinde Gosen-Neu Zittau
- Demchen, Teerofen, zu Alt Markgrafpieske gehörig, existiert nicht mehr, lag etwas nördlich der L36, etwa 2 km westlich von Markgrafpieske (etwa hier )
- Dickdamm, Vorwerk, 1781 angelegt, ab 1812/3 zum Amt Storkow, heute Wohnplatz Forsthaus Dickdamm in der Gemeinde Spreenhagen
- Dickwinkel, Vorwerk, zu Alt Stahnsdorf gehörig, existiert nicht mehr, lag nahe der Autobahnausfahrt 3 Storkow (etwa hier )
- Göllmitz, Ziegelei, zu Alt Markgrafpieske gehörig, 1812/3 zum Amt Storkow, Gemeindeteil im Ortsteil Braunsdorf der Gemeinde Spreenhagen
- Gosen, Kolonie und Erbzinsgut, Dorf bis 1757 im Amt Köpenick, 1754/5 im Amtsgebiet angelegt worden, Vorwerk 1765 vererbpachtet, Ortsteil der Gemeinde Gosen-Neu Zittau, Amt Spreenhagen
- Hartmannsdorf, Dorf und Erbzinsgut, Ortsteil der Gemeinde Spreenhagen
- Kummersdorf, Cummersdorf, Dorf und Wassermühle, Ortsteil der Stadt Storkow (Mark)
- Langendamm, Kolonie, 1766 gegründet, heute Wohnplatz in der Gemeinde Spreenhagen
- Langewahl, Kolonie, 1753 auf Amtsgebiet angelegt, 1816 an das Amt Beeskow, Gemeinde des Amtes Scharmützelsee
- Neu Markgrafpieske, Kolonie, um 1777 gegründet, im Ortsteil Markgrafpieske der Gemeinde Spreenhagen aufgegangen
- Neu Hartmannsdorf, Kolonie und Erbzinsgut, 1767 im Amtsgebiet angelegt worden, heute Gemeindeteil Hartmannsdorf-Neu Hartmannsdorf im Ortsteil Hartmannsdorf der Gemeinde Spreenhagen
- Neu Stahnsdorf, Kolonie, kurz nach 1775 auf Amtsgebiet angelegt, Gemeindeteil im Ortsteil Alt Stahnsdorf der Stadt Storkow (Mark)
- Neu Waltersdorf, Kolonie, 1776 auf Amtsgebiet angelegt, Gemeindeteil im Ortsteil Markgrafpieske der Gemeinde Spreenhagen
- Neu Zittau, Kolonie, 1752 auf Amtsgebiet angelegt, abwechselnd Amt Stahnsdorf, Amt Storkow, Ortsteil der Gemeinde Gosen-Neu Zittau
- Niederlöhme, Dorf, bis nach 1746 Amt Storkow, noch vor 1769 an das Amt Stahnsdorf, heute Ortsteil Niederlehme der Stadt Königs Wusterhausen, Lkr. Dahme-Spreewald
- Pankenhütte, Teerofen, zu Alt Markgrafpieske gehörig, 1705 erstmals erwähnt, heute Wohnplatz Pankentheerhütte im Ortsteil Markgrafpieske der Gemeinde Spreenhagen
- Rauen, Dorf, Gemeinde
- Rauensche Ziegelei, Erbzinsgut und Kolonie, zu Rauen gehörig, heute Wohnplatz Fürstenwalde Südwest in der Stadt Fürstenwalde/Spree.
- Sandschäferei, gemeinsamer Besitz Amt Stahnsdorf und Amt Storkow, Wohnplatz im Ortsteil Friedersdorf der Gemeinde Heidesee
- Schliebenbusch, Vorwerk, zu Alt Stansdorf gehörig, heute Wohnplatz in Ortsteil Wolzig der Gemeinde Heidesee (Lkr. Dahme-Spreewald)
- Schlößchen, Wohnplatz im Ortsteil Hartmannsdorf der Gemeinde Spreenhagen
- Spreenhagen, Dorf
- Stäbchen, Etablissement, zu Alt Hartmannsdorf gehörig, heute Gemeindeteil Hartmannsdorf-Stäbchen im Ortsteil Hartmannsdorf der Gemeinde Spreenhagen
- Triebsch, Teerofen, zu Alt-Markgrafpieske gehörig (identisch mit Demchen)
- Wernsdorf, Dorf, Vorwerk 1765 verpachtet, Ortsteil der Stadt Königs Wusterhausen, Lkr. Dahme-Spreewald
- Wulschen, Etablissement, 1754 etabliert, in Markgrafpieske aufgegangen, Bereich Wulschener Straße
- Ziegenhals, Kolonie, zu Wernsdorf gehörig, 1782 erstmals als Holzablage erwähnt, Gemeindeteil im Ortsteil Wernsdorf, Stadt Königs Wusterhausen, Lkr. Dahme-Spreewald

Das Historische Ortslexikon schreibt, dass das Amt Stahnsdorf 1812/3 an das Amt Storkow angeschlossen wurde. Nach dem Ortschaftsverzeichnis des Regierungsbezirks Potsdam von 1817, das sicher in den Jahren 1815/6 zusammengestellt wurde, gab es das Amt Stahnsdorf zu dieser Zeit noch. Langewahl wurde 1816 weitergereicht an das Amt Beeskow.

## Amtleute
- 1754 Carl Friedrich Bütow, Erbpächter[2]

## Belege